# Bilateria
Bilateria er dyr, der er bilateral symmetriske (kan spejles på midten) – hvilket omfatter de fleste dyr i verden.

## Klassifikation
Underrige: Bilateria
- Række: Acoelomorpha
- Række: Orthonectida
- Række: Dicyemida
- Gren: Protostomia
  - Infrarige: Platyzoa
    - Overrække Gnathifera
      - Række: Gnathostomulida
      - Række: Cycliophora
      - Række: Micrognathozoa
      - Række: Rotifera (Hjuldyr)
      - Række: Acanthocephala

    - Række: Gastrotricha
    - Række: Platyhelminthes (Fladorme)

  - Infrarige: Lophotrochozoa
    - Overrække: Lophophorata
      - Række: Phoronida
      - Række: Brachiopoda

    - Række: Bryozoa
    - Række: Entoprocta
    - Overrække: Eutrochozoa
      - Række: Nemertea
      - Række: Sipuncula
      - Række: Mollusca (Bløddyr)
      - Række: Echiura
      - Række: Annelida (Ledorme)

  - Infrarige: Ecdysozoa
    - Række: Chaetognatha
    - Overrække: Aschelminthes
      - Række: Priapulida
      - Række: Kinorhyncha
      - Række: Loricifera
      - Række: Nematoda (Rundorme)
      - Række: Nematomorpha (Hårorme)

    - Overrække: Panarthropoda
      - Række: Tardigrada (Bjørnedyr)
      - Række: Onychophora
      - Række: Arthropoda (Leddyr)
- Gren: Deuterostomia
  - Underrige: Coelomopora
    - Række: Echinodermata
    - Række: Hemichordata

  - Underrige: Chordonia
    - Række: Chordata (Chordater)